# All'ombra delle aquile
All'ombra delle aquile è un film del 1966 diretto da Ferdy Baldwin.

## Trama
Nel 6 d.C. l'imperatore Tiberio viene avvertito dal Senato della minaccia rappresentata dalle tribù illiriche e pannoniche che si sono ribellate nella provincia settentrionale della Pannonia, nell'Illirico e nella Dalmazia. Il tribuno Marco Ventidio viene incaricato dal governatore Messala di sedare la ribellione.